# Приморац (Котор)
ВК Приморац (серб. ватерполо клуб Приморац, чорн. Vaterpolo klub Primorac) — ватерпольний клуб із Котора (Чорногорія). Виступає в Першій лізі Чорногорії з водного поло та в Адріатичній лізі з водного поло.

## Історія
Клуб було засновано 1922 року, а 1960 пробився до Першої ліги Югославії з водного поло.
У сезоні 1977/1978 дійшов до фіналу європейського Кубка володарів кубків з водного поло, де поступився угорському клубу «Ференцварош» (Будапешт). У сезоні 1985/1986 зробив дубль, вигравши чемпіонат і завоювавши кубок Югославії.
Після розпаду Югославії клуб починає виступати в національному чорногорському кубку першості, де в 2007 та 2008 роках ставав чемпіоном Чорногорії, а 2009 та 2010 завойовував кубок Чорногорії.

## Досягнення
Найвищим успіхом клубу на міжнародній арені стала перемога в сезоні 2008/2009 у турнірі «LEN Euroleague» (аналог Ліги чемпіонів УЄФА в футболі), коли у фінальному матчі з рахунком 8:7 був переможений іменитий італійський клуб «Про Рекко» (Генуя). Того ж року Приморац завоював Суперкубок Європи з водного поло.

### Югославія
- Sr:Првенство Југославіје у ватерполо Чемпіон: 1985/86

### Чорногорія
- Чемпіон: 2006/07, 2007/08
- Володар кубка: 2009/10

### Міжнародні турніри
- LEN Кубок володарів кубків
  - Фіналіст: 1977/78
- LEN Євроліга
  - Переможець: 2008/09
  - Фіналіст: 2009/10
- Суперкубок Європи з водного поло
  - Переможець: 2008/09
- Адріатична ліга з водного поло
  - Третє місце: 2008/09, 2009/10* Володар кубка: 1985/86, 2002/03

## Уболівальники
Фанати клубу, називають себе «Бестії» (чорн. Beštije), організувалися як рух у 1986 року. Вони підтримують також футбольний клуб «Бокель» з Котора. Група з Котора була неактивна на матчах протягом багатьох років, але з 2007 року вони знову активно підтримують команду.